# Крум Пиндов
Крум Пиндов (на английски: Kroum Pindoff) е канадски бизнесмен милионер от български произход.

## Биография
Крум Пиндов е роден в село Емборе, Егейска Македония, Гърция през 1915 година. Учи в Кайляри (днес Птолемаида), но през 1932 година семейството му — баща му, майка му, брат му и двете му сестри — е принудено да емигрира в България и се установява във Варна. Бащата на Пиндов се занимава със строителство, но пада от скеле и умира и Крум, който е най-голямото дете, става глава на семейството. Пиндов работи на варненското пристанище и учи във френска гимназия. През 1944 година заминава за Германия и се установява в Лайпциг, където се запознава с бъдещата си съпруга Ева. В 1950 година двамата се женят, а през 1955 заминават за Канада.
В Канада през 1960 година Пиндов основава компанията Пиндов Рекърд Сейлс (Pindoff Record Sales) и започва да продава плочи на консигнация в Торонто. В 1970 Ева Пиндов става президент основател на Мюзик Уърлд (Music World), компания, която продава най-различни музикални продукти, като в един момент има 110 магазина в цяла Канада с над 1000 служители. През 2007 година компанията е продадена, а скоро след това обявява банкрут.
Семейство Пиндов са известни с щедрите си дарения за благотворителни каузи. През 1991 година Крум и Ева Пиндов изпращат 20 000 пакета с хранителни помощи за възрастни хора, засегнати от икономическата криза в България. Zаради дългогодишното си присъствие в шоубизнеса на 3 май 1995 г. Крум Пиндоф става почетен член в канадската Музикална зала на славата. В 2000 година двойката дарява 5 милиона канадски долара на Червения кръст за подпомагане на пострадалите от противопехотни мини. Пиндов изгражда и поддържа сиропиталище в Орахавица, Хърватия, което семейството редовно посещава. Също така поддържат и старчески домове в Босна и Херцеговина. Пиндов отделят 2 милиона канадски долара за децата, пострадали от войните. От 1997 година прави редовни дарения за МБАЛ „Света Анна“ във Варна, възлизащи на над 1 млн. евро.
В началото на 2005 година Пиндов дарява 5 милиона канадски долара на пострадалите от катастрофалното земетресение и последвалото цунами в Югоизточна Азия в края на декември 2004 година. Това е най-голямото частно дарение в историята на Канадския червен кръст.
Семейство Пиндов има дъщеря София. Крум Пиндов умира на 16 януари 2013 година в Торонто.